# 三江潮
《三江潮》，是一部由中共中央党校大有影视中心组织创作的以政治和宣传为题材的中国电视剧，编剧是黄斌，拍摄并制作于2022年，将于2023年播出。

## 简介
《三江潮》这部电视剧讲述了现任中共中央总书记习近平在担任中共福州市委书记时定制的福州3820工程的成就。故事发生在虚构的“福海市、三江县”，对应现实的福州市。参演的演员有韩雪等，由于尚未播出因此该剧的许多内容还处于保密阶段。